# Łagiewniki Średzkie (przystanek kolejowy)
Łagiewniki Średzkie – zamknięty w sierpniu 1989 roku przystanek osobowy, a dawniej stacja kolejowa w Łagiewnikach Średzkich, w gminie Udanin, w powiecie średzkim, w województwie dolnośląskim, w Polsce. Został otwarty w dniu 1 września 1895 roku.